# Lukanija
Lucania je naziv koji se je koristio od vremena Velikoj Grčkoj za područje koja se prostirala od Tirenskog mora do Tarantskog zaljeva.
Na sjeveru je Lukanija graničila s Kampanijom, Samniumom i Apulijom, dok ju je na jugu prevlaka dijelila od regije Brutium.
Područje je obuhvaćalo najveći dio današnje moderen talijanske regije Basilicata, zajedno s najvećim dijelom pokrajine Salerno (tzv. Cilento), a i dijelom Cosenze. Točne granice Lukanije se bile rijeka Silarus na sjeverozapadu, koja ju je dijelila od Kampanije, te Bradanus, koji se ulijevao u Tarantski zaljev na sjeveroistoku; dvije manje rijeke Laus i Crathis, koje su tekle s Apeninskog gorja na zapad i istok, označavale su granicu s Brutiumom.
Cijelo područje je nazvano prema Lukancima koji su naselili područje tijekom 5. st. pr. Kr., a prije toga su najužnije dijelove Italije Grci nazivali Enotria. Obalno područje Lukanije su naseljavali grčki kolonizatori u vrijeme Velike Grčke, i u priobalnom području, na ušću rijeka osnivali gradove s protektoratom nad okolicom, dok su unutrašnjost i obronke Apenina naseljavali italska plemena od kojih su najpoznatija Enotri (lat. Oenotri).